# Resuluşağı, Akçadağ
Resuluşağı là một xã thuộc huyện Akçadağ, tỉnh Malatya, Thổ Nhĩ Kỳ. Dân số thời điểm năm 2011 là 230 người.